# Bottoms Up (Nickelback)
Bottoms Up è un singolo della band canadese Nickelback uscito il 26 settembre 2011, contenuto nell'album Here and Now.

## Tracce
1. Bottoms Up – 3:39

## Classifiche

### Classifiche settimanali
| Classifica (2011)          | Posizione massima |
| -------------------------- | ----------------- |
| Canada                     | 31                |
| Regno Unito (rock & metal) | 4                 |
| Stati Uniti (rock)         | 14                |
| Stati Uniti (alternative)  | 30                |

### Classifiche di fine anno
| Classifica (2011) | Posizione |
| ----------------- | --------- |
| Stati Uniti       | 64        |